# Playa de Taurán
La playa de Tourán está situada en el concejo asturiano de Valdés y está situada en las inmediaciones del pueblo de San Martín. Forma parte de la Costa Occidental de Asturias y está enmarcada en el Paisaje Protegido de la Costa Occidental de Asturias, presentando catalogación como Paisaje protegido, ZEPA, LIC.

## Descripción
La playa tiene una longitud de ochenta m con arena gruesas y de color oscuro y zonas de rocas y una anchura media de 50 m. Su entorno es rural, con un grado de urbanización medio y una peligrosidad baja. El acceso peatonal es de unos tres km y su grado de ocupación es bajo.
Los pueblos más cercanos son Albarde y San Martín y para acceder a la playa lo más seguro es coger la indicación que está en San Martín, muy cerca del camping del mismo nombre. Lo mejor es dejar el vehículo en una explanada que hay delante de la última casa del pueblo. Hay dos formas de llegar a la playa: Uno es cogiendo un camino a trescientos m antes camping que gira hacia la izquierda; la otra forma es llegar hasta el camping y rodearlo por el oeste. En ambos casos la bajada es larga pero cómoda; quizá a la subida sea necesario hacer una parada de descanso.
La playa, además del camping citado tiene la desembocadura del río de la Olla, nacido en El Vallín. Es uno de los pocos sitios donde sus aguas están en tranquilidad y tienen, además, una gran limpieza. No tiene servicio de limpieza de la playa, ni vigilancia y las actividades recomendadas son el buceo, la pesca submarina y la recreativa.